# L.M. proti Sloveniji
L.M. v Slovenija (št. 32863/05) je primer, v katerem je Evropsko sodišče za človekove pravice potrdilo, da je prisilen sprejem v psihiatrično bolnišnico, kršitev pravice do svobode.

## Ozadje primera
Pritožnica L.M. je imela vrsto let psihotične težave in je bila od leta 2000 večkrat na prostovoljnih zdravljenjih v psihiatričnih bolnišnicah. Ta primer se nanaša na dve zaporedni obdobji pridržanja v le-teh med julijem 2005 in januarjem 2006. 
Tožeča stranka je julija 2005 vdrla v prazno hišo, da bi tam prenočila. Istega dne je bila sprejeta v zaprti oddelek Psihiatrične bolnišnice Idrija. Kasneje so jo premestili v Psihiatrično kliniko Ljubljana. Diagnosticirana je bila s shizofrenijo in pojavljanjem »blodenjskih pojasnjevanj in anomalij v zaznavanju.« Zdravili so jo z izjemno močnimi psihoaktivnimi zdravili, čeprav njeno duševno stanje takrat naj ne bi bilo takšno, da bi zahtevalo prisilni sprejem.

## Postopek
Slovenska državljanka L.M. je 6. septembra 2005 vložila pritožbo proti Republiki Sloveniji. Pritožnica na podlagi zgoraj navedenih dejstev in prvega odstavka 5. člena konvencije, ki pravi, da ima vsakdo pravico do prostosti in osebne varnosti, ter da se prostost nikomur ne sme odvzeti, razen v določenih primerih, zatrjuje, da njeno pridržanje v psihiatričnih bolnišnicah ni bilo potrebno oziroma ni bilo izpeljano v skladu z zakonom ter da je bilo tamkajšnje bivanje proti njeni volji in v nasprotju s prej omenjenim členom. Po svojih navedbah naj ne bi bila obveščena o razlogih za odvzem prostosti, poleg tega pa je poudarila, da ni privolila v pridržanje. S sklicevanjem na pravico do spoštovanja zasebnega in družinskega življenja po osmem člen konvencije trdi, da so prisilno jemanje zdravil in terapevtski postopki, ki jih je bila deležna, prerasli v grdo ravnanje in posegali v njeno telesno in duševno integriteto. Zato je sprožila postopek pred Evropskim sodiščem za človekove pravice.
Osrednje vprašanje, na katerega je Sodišče odgovarjalo je: "Ali je bilo pritožničino sprejetje v psihiatrični bolnišnici res prisilno in če ji je bilo na podlagi tega pridržanja kršenih več pravic do svobode ter peti in osmi člen konvencije, ki določata, da ima vsakdo pravico do prostosti, osebne varnosti in pravico do spoštovanja zasebnega in družinskega življenja." 

## Odločitev ESČP
Sodišče je soglasno poudarilo, da mora biti odvzem prostosti zakonit in v skladu s postopkom, ki je predpisan. Odločilo je, da so pritožničine pritožbe v zvezi z zakonitostjo njenega prisilnega pridržanja, pomanjkanjem informacij o razlogih za pridržanje, pomanjkanjem sodnega varstva, sprejemljive. 
Razsodilo je, da sta bila pritožnici v zvezi s prisilnim pridržanjem v zaprtih oddelkih psihiatričnih bolnišnic v Idriji in Ljubljani ter v odprtem oddelku Psihiatrične bolnišnice Ljubljana, kršena 5. in 8. člen Konvencije. Tožena država mora zato pritožnici plačati deset tisoč evrov za nepremoženjsko škodo in morebitni davek ter dva tisoč petsto evrov za obračunane stroške in izdatke. 